# Dick Bergström
Dick Otto Ludvig Bergström (Lidingö, 15 febbraio 1886 – Stoccolma, 17 agosto 1952) è stato un velista svedese, vincitore della medaglia d'argento ai Giochi olimpici di Stoccolma 1912 nella classe 12 metri a bordo dell'imbarcazione chiamata Ema Signe.
Sulla stessa imbarcazione era presente anche il fratello Kurt.

## Palmarès
- Giochi olimpici

Stoccolma 1912: argento nei 12 metri.